# Rawa Sari (Aek Kuasan)
Rawa Sari is een bestuurslaag in het regentschap Asahan van de provincie Noord-Sumatra, Indonesië. Rawa Sari telt 3806 inwoners (volkstelling 2010).